# Rudolf I. Habsburský
Rudolf I. Habsburský (1. května 1218, hrad Limburg – 15. července 1291, Špýr) byl římským králem v letech 1273–1291. V rodové posloupnosti byl jako habsburský hrabě Rudolf IV.

## Původ
Rudolf Habsburský pocházel ze starého hraběcího rodu z jihozápadního Německa. Jeho otec Albrecht IV. Habsburský zvaný Bílý zahynul roku 1239 na křížové výpravě do Svaté země a mladý hrabě se ujal svého dědictví, jež tvořilo hrabství Aargau (Arga) s vlastním hradem Habsburg (původně Habichtsburg – Jestřábí hrad v dnešním Švýcarsku) a Horní Alsasko. Postupem doby se stal zkušeným, protřelým a bezohledným politikem i drsným válečníkem, jehož hlavním cílem bylo pozvolné rozšiřování rodových držav.

## Cesta na královský trůn

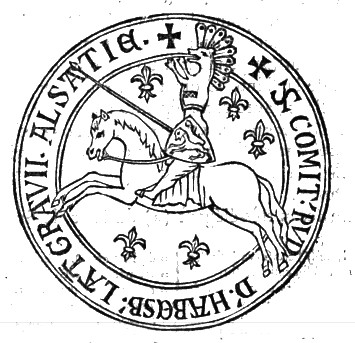
Rudolfova hraběcí pečeť

Velká příležitost získat mnohem více než dosud se mu naskytla roku 1273, když mu říšští kurfiřti nabídli královskou korunu. Třebaže byl podle dobových hledisek již dost starý, korunu přijal, čímž vstoupil do střetu s tehdy nejmocnějším panovníkem střední Evropy a zároveň nejmocnějším z kurfiřtů, českým králem Přemyslem Otakarem II., který jeho volbu neuznal, neboť o říšskou korunu sám usiloval. Se stvrzením Rudolfa I. za římského krále váhal i papež Řehoř X., jehož zájmy Přemysl dlouhodobě podporoval. Záleželo mu na smíření obou kandidátů, jež měla následovat nová kruciáta. Rudolf proto dával papežské kurii najevo svoji ochotu tažení do Svaté země uskutečnit, zahrnoval papeže projevy oddanosti a úcty a dokonce rezignoval na stará říšská práva na území papežského státu. Koncem roku 1274 Řehoř X. jeho volbu potvrdil.

## Rudolf I. a Přemysl Otakar II.

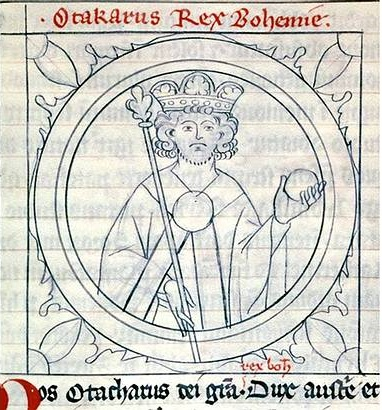
Přemysl Otakar II. (Liber fundationum monasterii Zwettlensis)

Souhlas Přemysla Otakara II. se Rudolf získat nesnažil, nýbrž proti němu rovnou zaútočil. Toužil totiž po tom, aby Habsburkové získali postavení říšských knížat, on sám pak jako vládce římské říše potřeboval solidní mocenskou základnu, jíž by se mohl vyrovnat bohatým kurfiřtům a knížatům. Kromě toho v něm (tak jako v mnohých jiných) mocné přemyslovské soustátí budilo závist. V případě Přemyslově se mu nabízely bývalé babenberské a sponheimské državy, říšská léna, jichž se král, jak ho Rudolf obvinil roku 1274 na říšském sněmu, zmocnil zcela svévolně. Požadoval je proto nazpět. Přemysl, který si byl však dobře vědom toho, že by mu je Rudolf I. již nemusel následně udělit v léno, odmítl poslušnost a dále trval na tom, že Rudolfovo zvolení je neplatné. O rok později mu rozezlený král zabavil nejen Rakousy, Štýrsko, Korutany, Kraňsko i Chebsko, ale vzhledem k tomu, že mu Přemysl nesložil lenní hold jako vládci říše, nepřiznal mu ani právo na rodové državy Čechy a Moravu.
Později nad ním vyřkl říšskou klatbu a umožnil tak všem nespokojeným šlechticům beztrestně proti panovníkovi vystoupit. Znamenalo to také vyhlášení války, ale pokořit Přemysla na válečném poli nebylo snadné. Situace se změnila, teprve když zradil českého krále jeho spojenec bavorský vévoda Jindřich I. z Wittelsbachu a umožnil Rudolfovu říšskému vojsku průchod svým územím a následný vpád do Rakous. Mnozí rakouští, štýrští a korutanští páni, jimž se protivila Přemyslova vláda pevné ruky, teď od českého krále odpadli a jeho po dlouhá léta usilovně budované panství v alpských zemích se nečekaně zhroutilo.

## Vídeňský mír

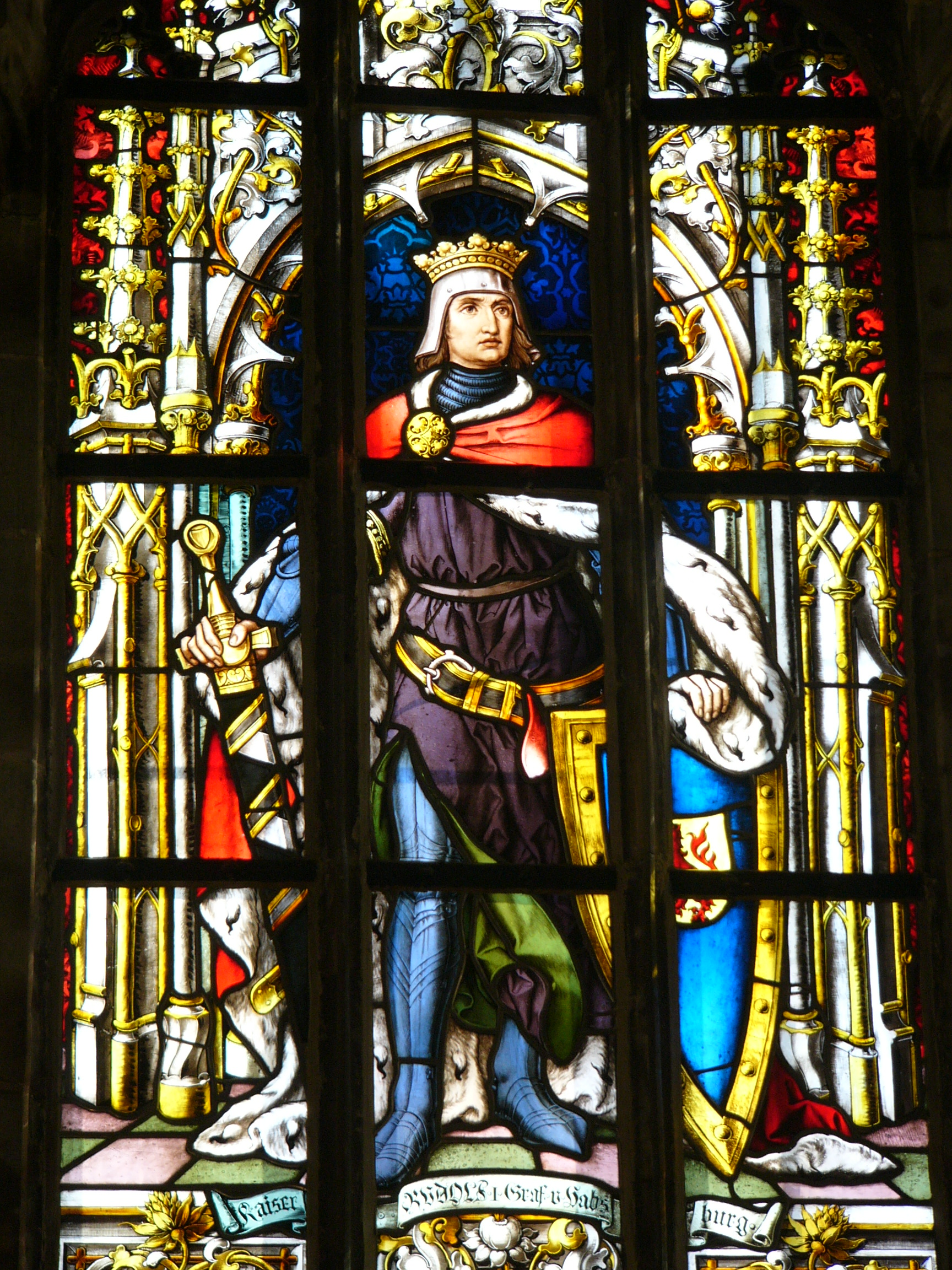
Rudolf I. Habsburský – portrét na skle na olomoucké radnici v kapli sv. Jeronýma

Po dvou měsících stanul Rudolf před Vídní, která jediná kladla úspěšně odpor. Když pak povstala proti svému panovníkovi i česká šlechta, Přemysl z obavy o domácí trůn uzavřel pro něj nevýhodný Vídeňský mír. Aniž by se pokusil osvobodit Vídeň, nabídl Otakar raději svému protivníkovi před obleženým městem kapitulaci. Podle mírového ujednání se musel vzdát všech říšských lén. Habsburská propaganda si oblíbila románovou představu, že se Přemysl dostavil s prosbou o odpuštění do Rudolfova tábora, kde „se zlomeným srdcem a na kolenou“ složil římskému králi hold jako jeho vazal a přijal od něj v léno Čechy a Moravu. Rudolf byl ve skutečnosti nucen ctít rytířské zásady a Přemysl před ním nepoklekal před zraky jeho mužů, jak se často tradovalo. Odevzdal mu devět zástav svých zemí, z kterých mu Rudolf vrátil jen dvě – Čechy a Moravu. Rudolf Habsburský mohl slavnostně vstoupit do Vídně.
Vlády v Rakousích a Štýrsku se ujal nejprve sám, později je udělil v léno svým synům Albrechtovi I. a Rudolfovi II., Korutany a Kraňsko spravoval z Rudolfova pověření jeho spojenec Menhard II. Tyrolský, otec Jindřicha Korutanského, a později mu tyto země rovněž svěřil jako říšské léno.

## Bitva tří králů
Rudolf již roku 1277 napsal do Brescie vzkaz, že musí českého krále zničit, aby se mu už nikdy nemohl postavit na odpor. Na druhé straně Přemysl se zjevně nesmířil se ztrátou rakouských držav a dával najevo, že jde pouze o dočasnou záležitost.

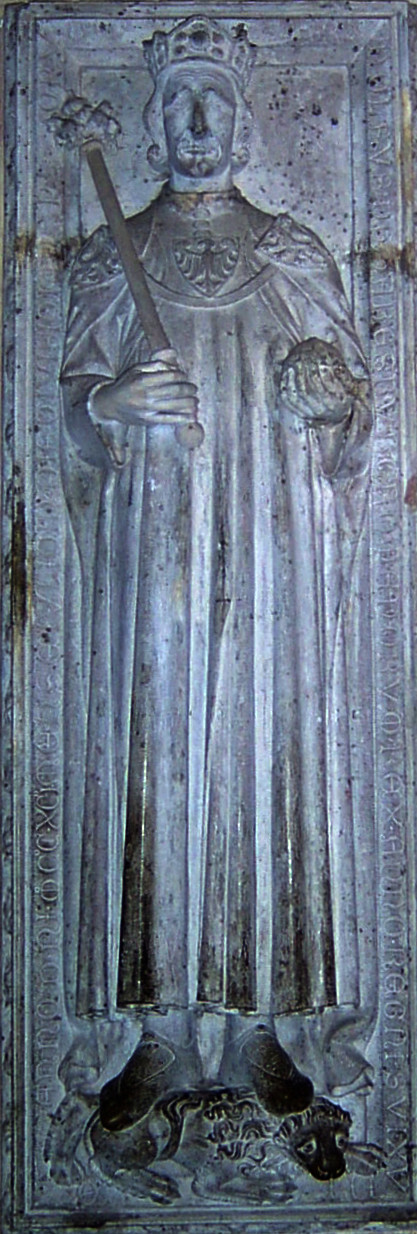
Náhrobní deska Rudolfa I. ve špýrském dómě

Rudolf proto proti němu neustále podněcoval českou šlechtu, především mocný rod Vítkovců. Zároveň se však v říši vytrácely sympatie k Rudolfově osobě, neboť král, posílený vítězstvím nad Přemyslem i ziskem nových držav, si počínal vůči knížatům mnohem bezohledněji a nenaplnil tak představy kurfiřtů o panovníkovi, který se nebude vměšovat do vnitřních záležitostí jejich panství. Rudolfovy rodové državy se ocitly pod tíživým tlakem permanentně přitahovaného daňového šroubu. Mnozí z pánů pak začali pomýšlet na Přemyslův návrat.
Bylo stále více zřejmé, že konflikt mezi Rudolfem a jeho českým soupeřem vypukne nanovo. Ke konečnému střetnutí došlo 26. srpna 1278 na Moravském poli u vesničky Dürnkrut (Suché Kruty). Přemysl Otakar II. zůstal ležet na bojišti poset mnoha ranami, třebaže Rudolf nařídil, aby českého panovníka ušetřili.

## Po Moravském poli
Nedlouho po bitvě obsadil vítězný Rudolf I. Habsburský Moravu a bezprávně zasahoval do vnitřních záležitostí českého království, zmítaného po Přemyslově smrti bezvládím a svévolí šlechty. Slíbil sice svoji ochranu ovdovělé královně Kunhutě a jejím dětem, vzápětí se však na schůzce poblíž města Kolína dohodl s Otou V. Braniborským, s nímž se neodvážil pustit do boje, že mu ponechá správu Čech a poručnictví nad mladičkým Václavem II. Sám si zajistil jako náhradu za válečné výdaje na pět let Moravu (usiloval však o to, aby přešla do trvalého držení Habsburků). Kladsko, které bylo dosud součástí českého státu, ponechal v rukách vratislavského knížete Jindřicha IV. Proba, jenž si po bitvě na Moravském poli pospíšil s jeho obsazením. Tak dal Rudolf souhlas k rozdělení zemí, které již po dvě století nedílně patřily k přemyslovskému státu.
V roce 1283 se vrátil z braniborského zajetí do Čech Václav II. a Rudolf se snažil získat jeho přízeň i udržet si vliv na české záležitosti. Garantovat mu ho nyní mělo především sňatkové spojení Habsburků s Přemyslovci, dohodnuté již roku 1276 před Vídní a potvrzené královnou vdovou. V roce 1285 se v Chebu konala svatba Rudolfovy dcery Guty a Václava II. Poté Rudolf I. udělil Čechy a Moravu (jejíž správy se vzdal již 1283) svému zeti v léno. Dobře s ním vycházel a stal se mu potřebným rádcem. S obavami však hleděl na vzestup svého bývalého spojence Záviše z Falkenštejna.
Postavení v Čechách Rudolfovi komplikoval i jeho nejstarší syn Albrecht I. Habsburský, v němž někteří čeští páni hledali oporu proti Závišovi. V rostoucím napětí se král snažil svého zetě všemožně podpořit s tím, že Václav dá svůj kurfiřtský hlas při volbě římským králem dalšímu z jeho synů, Rudolfovi. Naděje Rudolfa I., panovníka, jenž „zájmy svého rodu kladl nad prospěch říše“, že Habsburkové udrží římskou korunu dědičně, se však po jeho smrti nesplnily a na říšský trůn usedl z Václavovy vůle Adolf Nasavský. Základy moci jeho rodu však již byly položeny a Albrecht se dočkal o 6 let později.
Rudolf v předtuše blížící se smrti odcestoval do Špýru, kde také zemřel a byl pohřben v kryptě špýrského dómu. Dante Alighieri jej ve své Božské komedii umístil do Očistce.